# Uzy-Bory
Uzy-Bory (udm. Узы-Боры, ros. Ягода-Клубника, pol. Jagody) – udmurcko-polska komedia romantyczna z roku 2011 w reżyserii Piotra Pałgana na podstawie scenariusza autorstwa Darali Leli. Jest to trzeci w historii film nakręcony w języku udmurckim. 